# Даниэль, Таро
Таро Даниэль (англ. Taro Daniel, яп. ダニエル 太郎; род. 27 января 1993, Нью-Йорк, США) — японский теннисист; победитель одного турнира ATP в одиночном разряде.

## Общая информация
Отец — американец Пол — занимается внутренним аудитом, в молодости также играл в теннис на любительском уровне, мать — японка Ясуэ раньше играла в баскетбол. Есть сестра Кара.
Начал играть в теннис с семи лет, благодаря своему отцу. Любимое покрытие — хард и грунт. Кумиром в детстве были Роджер Федерер и Энди Роддик. Тренировался в теннисной академии Валенсии.

## Спортивная карьера
Профессиональную карьеру Даниэль начал в 2010 году. Первый титул на турнирах серии «фьючерс» он выиграл в июне 2012 года в Испании. В феврале 2014 года Таро дебютировал в основных соревнованиях Мирового тура ATP. Пробившись через квалификацию на турнир в Винья-дель-Маре, он смог выиграть два стартовых матча и попасть в четвертьфинал. В апреле он дебютировал в составе сборной Японии в Кубке Дэвиса. В августе того же года он впервые сыграл Большом шлеме, выиграв квалификацию на Открытый чемпионат США. В первом же раунде он встретился с представителем топ-10 мирового рейтинга Милошем Раоничем и проиграл ему в трёх сетах. В апреле 2015 года японский теннисист выиграл первый в карьере турнир серии «челленджер» на соревнованиях в Верчелли. В мае он отобрался на Открытый чемпионат Франции, проиграв там на старте. В июне Даниэль выиграл «челленджер» в Фюрте. Следующий титул на «челленджерах» он берёт в ноябре того же года в Иокогаме. Этот успех позволил Таро впервые войти в топ-100 одиночного рейтинга.

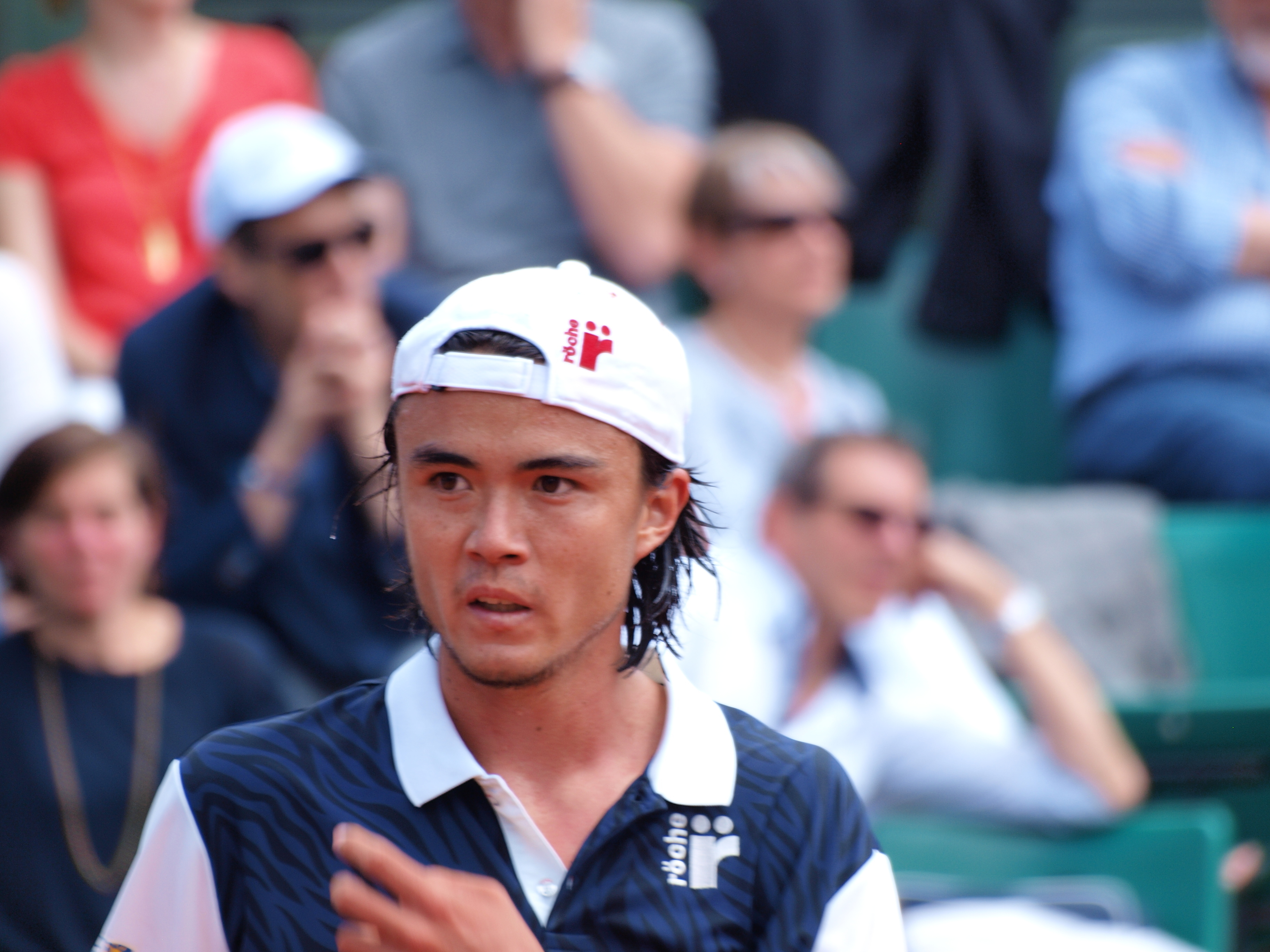
На Ролан Гаррос 2016 года

В январе 2016 года сыграл на Открытом чемпионате Австралии, где в матче первого раунда в пяти сетах проиграл Лукашу Росолу. На Открытом чемпионате Франции он прошёл во второй раунд, где уступил действующему чемпиону турнира Стэну Вавринке. На дебютном Уимблдонском турнире Даниэль проиграл в первом раунде. В августе он выступил на Олимпиаде, которая проводилась в Рио-де-Жанейро. В первых раундах обыграл Джека Сока и Кайла Эдмунда, а в третьем он уступил Хуану Мартину дель Потро. После Олимпиады Даниэль выиграл «челленджер» в Корденонсе.
В марте 2017 года Даниэль победил на «челленджере» в Буэнос-Айресе. В начале мая он смог выйти в четвертьфинал грунтового турнира АТП в Кашкайше. На кортах Ролан Гаррос, куда японец попал через квалификацию, он вышел во второй раунд, проиграв там испанцу Пабло Карреньо. На Открытом чемпионате Франции удалось пройти три раунда квалификации и в пройти во второй раунд основного турнира. В июне Даниэль вышел в финал «челленджера» в Лиссабоне, а затем в июле на Уимблдонском турнире второй год подряд сыграл в основной сетке, но проиграл в первом же раунде. На Открытом чемпионате США он выиграл стартовый матч и сыграл во втором раунде против Рафаэля Надаля, которому он проиграл, но сумел выиграть первый сет. Осенью он дважды добирался до финалов на «челленджерах» и по итогу завершил сезон в конце первой сотни рейтинга.
В марте 2018 года на турнире серии Мастерс в Индиан-Уэллсе Таро во втором раунде смог обыграть Новака Джоковича со счётом 7:6(3), 4:6, 6:1. В третьем раунде он проиграл британцу Кэмерону Норри. В мае он успешно сыграл на турнире в Стамбуле, сумев выиграть первый в карьере титул в Мировом туре. В финале Даниэль нанёс поражение Малику Джазири из Туниса и поднялся после турнира на 82-е место рейтинга. В июле он дважды смог выйти в четвертьфинал на небольших грунтовых турнирах в Гштаде и Кицбюэле. В августе на харде турнира в Уинстон-Сейлема получилось доиграть до полуфинала, в котором он проиграл россиянину Даниилу Медведеву в двух сетах. В конце августа он поднялся на высшее в карьере 64-е место в рейтинге.
На Открытом чемпионате Австралии 2019 года Даниэль впервые вышел во второй раунд, поскольку его соперник Таннаси Коккинакис не доиграл матч первого раунда из-за травмы. Во втором круге в трёх сетах Таро проиграл Денису Шаповалову. В апреле смог выйти в четвертьфинал турнира в Марракеше, а в мае в ту же стадию на турнире в Женеве. После потери рейтинговых очков за прошлогоднюю победу в Стамбуле он лишился места в топ-100 одиночного рейтинга. До конца сезона он в основном выступал на «челленджерах» и периодически в основном туре. В октябре ему удалось выйти в четвертьфинал турнира в Токио.
В 2020 году победил на двух «челленджерах» в Берни и Гамбурге. В апреле 2021 года он смог через квалификацию попасть на турнир в Белграде и сыграл там хорошо, пройдя в полуфинал.
На Открытом чемпионате Австралии 2022 года Даниэль прошёл квалификацию и впервые в карьере вышел в третий круг турнира Большого шлема, обыграв чилийца Томаса Барриоса Вера в трёх сетах и британского «ветерана» Энди Маррея также в трёх сетах (6:4, 6:4, 6:4). В третьем круге японец в четырёх сетах проиграл молодому итальянцу Яннику Синнеру.

## Рейтинг на конец года
| Год  | Одиночный рейтинг | Парный рейтинг |
| 2024 | 84                | 852            |
| 2023 | 75                | 1281           |
| 2022 | 92                | 668            |
| 2021 | 125               | 592            |
| 2020 | 117               | 717            |
| 2019 | 110               | 458            |
| 2018 | 77                | 1 189          |
| 2017 | 99                | 1 220          |
| 2016 | 127               | 960            |
| 2015 | 96                | 1 137          |
| 2014 | 177               | 591            |
| 2013 | 238               | 1 609          |
| 2012 | 282               | 1 036          |
| 2011 | 466               |                |
| 2010 | 978               |                |

## Выступления на турнирах

### Финалы турнировATPв одиночном разряде (2)

#### Победы (1)
| Легенда                     |
| --------------------------- |
| Турниры Большого шлема (0)* |
| Итоговый турнир ATP (0)     |
| ATP Мастерс 1000 (0)        |
| АТР 500 (0)                 |
| АТР 250 (1)                 |

| Титулы по покрытиям | Титулы по месту проведения матчей турнира |
| ------------------- | ----------------------------------------- |
| Хард (0)*           | Зал (0)                                   |
| Грунт (1)           | Зал (0)                                   |
| Трава (0)           | Открытый воздух (1)                       |
| Ковёр (0)           | Открытый воздух (1)                       |

* количество побед в одиночном разряде.
| №  | Дата       | Турнир          | Покрытие | Соперник в финале | Счёт       |
| 1. | 6 мая 2018 | Стамбул, Турция | Грунт    | Малик Джазири     | 7-6(4) 6-4 |

#### Поражения (1)
| №  | Дата           | Турнир                 | Покрытие | Соперник в финале | Счёт    |
| 1. | 13 января 2024 | Окленд, Новая Зеландия | Хард     | Алехандро Табило  | 2-6 5-7 |

### Финалы челленджеров и фьючерсов в одиночном разряде (27)

#### Победы (12)
| Условные обозначения |
| Челленджеры (8)*     |
| Фьючерсы (4+1)       |

| Титулы по покрытиям | Титулы по месту проведения матчей турнира |
| ------------------- | ----------------------------------------- |
| Хард (6)*           | Зал (1)                                   |
| Грунт (6+1)         | Зал (1)                                   |
| Трава (0)           | Открытый воздух (11+1)                    |
| Ковёр (0)           | Открытый воздух (11+1)                    |

* количество побед в одиночном разряде + количество побед в парном разряде.
| №   | Дата            | Турнир                             | Покрытие   | Соперник в финале     | Счёт        |
| 1.  | 10 июня 2012    | Санта-Маргарида-де-Монбуй, Испания | Хард       | Александр Лобков      | 7-5 7-5     |
| 2.  | 22 июля 2012    | Гандия, Испания                    | Грунт      | Марк Хинер            | 6-3 6-4     |
| 3.  | 19 мая 2013     | Сан-Кугат-дель-Вальес, Испания     | Грунт      | Стивен Диес           | 6-3 6-2     |
| 4.  | 13 октября 2013 | Порту, Португалия                  | Грунт      | Рикардо Охеда Лара    | 6-0 6-3     |
| 5.  | 26 апреля 2015  | Верчелли, Италия                   | Грунт      | Филиппо Воландри      | 6-3 1-6 6-4 |
| 6.  | 7 июня 2015     | Фюрт, Германия                     | Грунт      | Альберт Монтаньес     | 6-3 6-0     |
| 7.  | 22 ноября 2015  | Иокогама, Япония                   | Хард       | Го Соэда              | 4-6 6-3 6-3 |
| 8.  | 21 августа 2016 | Корденонс, Италия                  | Грунт      | Даниэль Химено Травер | 6-3 6-4     |
| 9.  | 19 марта 2017   | Буэнос-Айрес, Аргентина            | Хард       | Леонардо Майер        | 5-7 6-3 6-4 |
| 10. | 2 февраля 2020  | Берни, Австралия                   | Хард       | Янник Ганфманн        | 6-2 6-2     |
| 11. | 1 ноября 2020   | Гамбург, Германия                  | Хард (зал) | Себастьян Офнер       | 6-1 6-2     |
| 12. | 5 ноября 2023   | Сидней, Австралия                  | Хард       | Марк Полманс          | 6-2 6-4     |

#### Поражения (15)
| №   | Дата             | Турнир                         | Покрытие   | Соперник в финале     | Счёт           |
| 1.  | 8 мая 2011       | Балагер, Испания               | Грунт      | Жуан Соуза            | 3-6 1-6        |
| 2.  | 11 сентября 2011 | Овьедо, Испания                | Грунт      | Андрей Кузнецов       | 5-7 1-6        |
| 3.  | 20 мая 2012      | Сан-Кугат-дель-Вальес, Испания | Грунт      | Хорди Сампер Монтанья | 6-4 6-7(2) 5-7 |
| 4.  | 5 августа 2012   | Хатива, Испания                | Грунт      | Иван Наварро          | 3-6 3-6        |
| 5.  | 17 февраля 2013  | Мальорка, Испания              | Грунт      | Пабло Карреньо Буста  | 3-6 7-5 1-6    |
| 6.  | 10 ноября 2013   | Йонволь, Южная Корея           | Хард       | Брэдли Клан           | 6-7(5) 2-6     |
| 7.  | 14 сентября 2014 | Севилья, Испания               | Грунт      | Пабло Карреньо Буста  | 4-6 1-6        |
| 8.  | 15 ноября 2015   | Кобе, Япония                   | Хард (зал) | Джон Миллман          | 1-6 3-6        |
| 9.  | 10 сентября 2016 | Севилья, Испания               | Грунт      | Каспер Рууд           | 3-6 4-6        |
| 10. | 29 января 2017   | Мауи, США                      | Грунт      | Чон Хён               | 6-7(3) 1-6     |
| 11. | 18 июня 2017     | Лиссабон, Португалия           | Грунт      | Оскар Отте            | 6-4 1-6 3-6    |
| 12. | 22 октября 2017  | Нинбо, Китай                   | Хард       | Михаил Южный          | 1-6 1-6        |
| 13. | 5 ноября 2017    | Канберра, Австралия            | Хард       | Мэттью Эбден          | 6-7(4) 4-6     |
| 14. | 10 июня 2018     | Познань, Польша                | Грунт      | Хуберт Хуркач         | 1-6 1-6        |
| 15. | 12 ноября 2023   | Мацуяма, Япония                | Хард       | Лука Нарди            | 6-3 4-6 2-6    |

### Финалы челленджеров и фьючерсов в парном разряде (3)

#### Победы (1)
| №  | Дата            | Турнир            | Покрытие | Партнёр     | Соперники в финале         | Счёт     |
| 1. | 17 февраля 2013 | Мальорка, Испания | Грунт    | Давид Соуто | Йозеф Ковалик Лукаш Марсун | Без игры |

#### Поражения (2)
| №  | Дата             | Турнир           | Покрытие | Партнёр            | Соперники в финале                         | Счёт    |
| 1. | 21 августа 2012  | Виго, Испания    | Грунт    | Хироясу Эхара      | Рафаэль Масон Эрнандес Рамкумар Раманатхан | 3-6 2-6 |
| 2. | 22 сентября 2013 | Кенитра, Марокко | Грунт    | Александр Румянцев | Херард Гранольерс Хорди Сампер Монтанья    | 4-6 4-6 |